# Burak Kaplan
Burak Kaplan (* 1. února 1990, Kolín nad Rýnem, Západní Německo) je turecký fotbalista, který je v současné době bez angažmá (k říjnu 2019).
V minulosti nastupoval např. za německý klub Bayer Leverkusen, posléze i za Beşiktaş Istanbul. Jeho pozicí na hřišti je záloha či křídlo.

## Klubová kariéra
Svůj bundesligový debut za Leverkusen si odbyl 11. prosince 2009 v zápase na půdě Herthy Berlín, když v druhém poločase nahradil Daniela Schwaaba. V 89. minutě dal branku, ale Hertha ještě stačila srovnat na konečných 2:2. Prosadil se i v dalším zápase, ve kterém nastoupil, a to proti Hannoveru. Poté, co v prvním poločase přihrál na branku Kießlingovi se ve druhém poločase sám prosadil a pomohl Bayeru k výhře 3:0.

## Úspěchy
Bayer Leverkusen
- 1. Bundesliga
  - 4. místo (2009/10)